# Vaast Barthélemy Henry
Pour les articles homonymes, voir Abbé Henry et Henry.
Vaast Barthélemy Henry, dit l’abbé Henry, né à Seignelay (Yonne) le 6 février 1797 et mort le 21 février 1884, est un prêtre catholique français, curé de Quarré-les-Tombes de 1823 à 1884. Il est connu comme historien régional.

## Biographie
Devenu prêtre, il est nommé à son premier poste, vicaire à Toucy et en 1823 Monseigneur Anne Louis Henri de La Fare (1752-1829), archevêque de Sens (1817-1829), le nomme curé-doyen de la paroisse Saint-Georges au finage de Quarré-les-Tombes.
Venant de la ville, cet homme passionné, cultivé saura très rapidement se faire adopter de ses paroissiens, faisant des efforts pour s'adapter à la mentalité des gens du cru. Fin observateur, il consigne les comportements de ses paroissiens et s'émerveille volontiers de la beauté des paysages morvandiaux.
Il écrivit de longues pages sur le saint patron de sa paroisse et les pèlerinages faits jadis dans l'église de Quarré en l'honneur de ce saint, ainsi que des reliques authentiques rapportées de Rome en 1859.
Ses relations avec les autorités locales furent tendues. Il fit agrandir l'église pour pouvoir recevoir les fidèles : en 1845 le bas-côté nord puis en 1847 et 1849 les deux chapelles latérales, en 1848 la première tourelle à gauche et, enfin, la seconde en 1850, qui abrite les fonts baptismaux, pour terminer (en 1852 ?) par le portail en granit avec ses sculptures et la surélévation du clocher. Le coût des opérations se monta à 56656,52 francs, somme dépassant de 70 % le devis initial, le maire et le curé se rejetant la responsabilité du dépassement. Ce qui fit dire à l'abbé une phrase restée célèbre dans la localité : « La Providence est bien avare d'hommes de mérite pour gouverner la commune de Quarré [...] si ce n'est le curé Bégon »
C'était un homme bienveillant, indulgent, ayant une réelle affection pour ses paroissiens qu'il gouverna pendant plus de soixante ans de son ministère, avec détermination, rigueur et autorité, allant quelquefois jusqu'à une certaine sévérité. Par son charisme il laissa une empreinte durable dans l'histoire du canton et même au-delà. Il testa en partie en faveur du Bureau de bienfaisance de Quarré.
En plus des travaux d'agrandissement de l'église, il fit réaliser la reconstruction de la chapelle Saint-Eptade, en 1860 aux Lavaults, en bordure de la route conduisant à Saint-Brisson et la fondation de deux écoles de religieuses et divers écrits sur l'histoire régionale du canton et autres histoires d'établissements religieux et de biographies de saint et autres personnalités.

## Titres
- Vicaire de Toucy.
- Curé-Doyen de Quarré-les-Tombes (1823-1884).
- Chanoine honoraire de la métropole de Sens.
- Membre de plusieurs sociétés savantes.

## Publications
- 1833 : Mémoires historiques sur la ville de Seignelay, 2.vol in-8., t.I 370.p. Carte, plan, lexique en patois, t.II. 403.p? Chez Comynet, Imprimeur Libraire à Avallon. Réédition 2004, Ed; Livre d'Histoire Lorisse t.I.,  (ISBN 2-87760-101-3) (BNF 35038223), t.II.,  (ISBN 2877601021).
- [1839] Histoire de l'abbaye de Pontigny, ordre de Cîteaux, département de l'Yonne : suivie de quelques notices historiques sur les communes des environs, et des principales pièces justificatives, Auxerre, Maillefer, 1839, 404 p., sur books.google.fr (OCLC 35333167, lire en ligne) (aussi sur wikisource).
- [1853] Histoire de l'Abbaye de Saint-Germain d'Auxerre, Auxerre, libr.-éd. Ch. Gallot, 1853, 590 p., sur archive.org (lire en ligne).
- 1863 : Vies de Saint-Eptade, solitaire, de Blaise Bégon et de Pierre, 43.p.
- 1875 : Mémoires historiques sur le Canton de Quarré-les-Tombes, t.I, Odobé, réédition Ediplume, 2006, 716.p.  (ISBN 291530114X).
- 1876 : Mémoires historiques sur le Canton de Quarré-les-Tombes, t.II, Odobé, réédition Ediplume , 2006, 716.p.  (ISBN 2915301158).